# Oscar 1990
A 62.ª cerimônia do Oscar ou Oscar 1990 (no original: 62nd Academy Awards), apresentada pela Academia de Artes e Ciências Cinematográficas (AMPAS), homenageou os melhores filmes, atores e técnicos de 1989. Aconteceu em 26 de março de 1990 no Dorothy Chandler Pavilion, em Los Angeles, às 18 horas no horário local. Durante a cerimônia, foram distribuídos os prêmios da Academia em vinte e três categorias, e a transmissão ao vivo foi realizada pela rede televisiva estadunidense American Broadcasting Company (ABC), com produção de Gil Cates e direção de Jeff Margolis. O ator Billy Crystal foi o anfitrião do evento pela primeira vez. Três semanas antes, em uma cerimônia no The Beverly Hilton em Beverly Hills, Califórnia, realizada em 3 de março, o Oscar por Realização Técnicas foi entregue sob apresentação de Richard Dysart e Diane Ladd.
Driving Miss Daisy venceu quatro categorias, incluindo a conquista de melhor filme. Destacaram-se também Glory com três prêmios, Born on the Fourth of July, The Little Mermaid e My Left Foot com duas estatuetas e The Abyss, Balance, Batman, Cinema Paradiso, Common Threads: Stories from the Quilt, Dead Poets Society, Henry V, Indiana Jones and the Last Crusade, The Johnstown Flood e Work Experience com uma cada. A apresentação televisionada contabilizou 40 milhões de telespectadores nos Estados Unidos.

## Indicados e vencedores
Os indicados ao Oscar 1991 foram anunciados em 14 de fevereiro de 1990 no Samuel Goldwyn Theater em Beverly Hills, Califórnia, por Karl Malden, presidente da Academia, e pela atriz Geena Davis. O filme Driving Miss Daisy se sobrepôs com indicação em nove categorias; Born on the Fourth of July, em seguida, recebeu oito. Os vencedores foram anunciados durante a cerimônia de premiação em 26 de março de 1990. Driving Miss Daisy tornou-se a terceira película a ganhar melhor filme sem uma indicação à categoria de melhor diretor. Aos 80 anos, Jessica Tandy tornou-se a atriz mais velha a ganhar um Oscar em uma categoria competitiva. Kenneth Branagh foi a quinta pessoa a ser indicada a melhor ator e melhor diretor pelo mesmo filme.

### Prêmios
Indica o vencedor dentro de cada categoria.
| Melhor Filme Driving Miss Daisy – Richard D. Zanuck e Lili Fini Zanuck - Born on the Fourth of July – A. Kitman Ho e Oliver Stone - Dead Poets Society – Steven Haft, Paul Junger Witt e Tony Thomas - Field of Dreams – Lawrence Gordon e Charles Gordon - My Left Foot – Noel Pearson | Melhor Diretor Oliver Stone – Born on the Fourth of July - Woody Allen – Crimes and Misdemeanors - Peter Weir – Dead Poets Society - Kenneth Branagh – Henry V - Jim Sheridan – My Left Foot |
| Melhor Ator/Actor (Principal) Daniel Day-Lewis – My Left Foot como Christy Brown - Kenneth Branagh – Henry V como King Henry V of England - Tom Cruise – Born on the Fourth of July como Ron Kovic - Morgan Freeman – Driving Miss Daisy como Hoke Colburn - Robin Williams – Dead Poets Society como John Charles Keating | Melhor Atriz/Actriz (Principal) Jessica Tandy – Driving Miss Daisy como Daisy Werthan - Isabelle Adjani – Camille Claudel como Camille Claudel - Pauline Collins – Shirley Valentine como Shirley Valentine-Bradshaw - Jessica Lange – Music Box como Ann Talbot - Michelle Pfeiffer – The Fabulous Baker Boys como Susie Diamond |
| Melhor Ator/Actor Coadjuvante/Secundário Denzel Washington – Glory como Pvt. Silas Trip - Danny Aiello – Do the Right Thing como Sal Frangione - Dan Aykroyd – Driving Miss Daisy como Boolie Werthan - Marlon Brando – A Dry White Season como Ian Mackenzie - Martin Landau – Crimes and Misdemeanors como Judah Rosenthal | Melhor Atriz/Actriz Coadjuvante/Secundária Brenda Fricker – My Left Foot como Bridget Fagan Brown - Anjelica Huston – Enemies, A Love Story como Tamara Broder - Lena Olin – Enemies, A Love Story como Masha - Julia Roberts – Steel Magnolias como Shelby Eatenton Latcherie - Dianne Wiest – Parenthood como Helen Buckman |
| Melhor Roteiro/Argumento – Original Dead Poets Society – Tom Schulman - Crimes and Misdemeanors – Woody Allen - Do the Right Thing – Spike Lee - Sex, Lies and Videotape – Steven Soderbergh - When Harry Met Sally... – Nora Ephron | Melhor Roteiro/Argumento – Adaptado Driving Miss Daisy – Alfred Uhry por Driving Miss Daisy - Born on the Fourth of July – Oliver Stone e Ron Kovic por Born on the Fourth of July de Ron Kovic - Enemies, A Love Story – Roger L. Simon e Paul Mazursky por Enemies, A Love Story de Isaac Bashevis Singer - Field of Dreams – Phil Alden Robinson por Shoeless Joe de W. P. Kinsella - My Left Foot – Jim Sheridan e Shane Connaughton por My Left Foot de Christy Brown |
| Melhor Filme Estrangeiro Nuovo Cinema Paradiso ( Itália) – Giuseppe Tornatore - Camille Claudel ( França) – Bruno Nuytten - Jésus de Montréal ( Canadá) – Denys Arcand - Dansen med Regitze ( Dinamarca) – Kaspar Rostrup - Lo que le pasó a Santiago ( Porto Rico) – Jacobo Morales | Melhor Documentário em Longa-metragem Common Threads: Stories from the Quilt – Rob Epstein e Bill Couturié - Adam Clayton Powell – Richard Killberg e Yvonne Smith - Crack USA: County Under Siege – Vince DiPersio e Bill Guttentag - For All Mankind – Al Reinert e Betsy Broyles Breier - Super Chief: The Life e Legacy of Earl Warren – Judith Leonard e Bill Jersey                                                                                                  |
| Melhor Documentário em Curta-metragem The Johnstown Flood – Charles Guggenheim - Fine Food, Fine Pastries, Open 6 to 9 – David Petersen - Yad Vashem: Preserving the Past to Ensure the Future – Ray Errol Fox | Melhor Curta-metragem Work Experience – James Hendrie - Amazon Diary – Robert Nixon - The Childeater – Jonathan Tammuz |
| Melhor Animação em Curta-metragem Balance – Christoph Lauenstein e Wolfgang Lauenstein - The Cow – Aleksandr Petrov - The Hill Farm – Mark Baker | Melhor Trilha Sonora/Banda Sonora The Little Mermaid – Alan Menken - Born on the Fourth of July – John Williams - The Fabulous Baker Boys – Dave Grusin - Field of Dreams – James Horner - Indiana Jones and the Last Crusade – John Williams |
| Melhor Canção Original - "Under the Sea" por The Little Mermaid – Alan Menken e Howard Ashman - "After All" por Chances Are – Tom Snow e Dean Pitchford - "The Girl Who Used to Be Me" por Shirley Valentine – Marvin Hamlisch, Alan e Marilyn Bergman - "I Love To See You Smile" por Parenthood – Randy Newman - "Kiss the Girl" por The Little Mermaid – Alan Menken e Howard Ashman                                                               | Melhor Edição de Som Indiana Jones and the Last Crusade – Richard Hymns e Ben Burtt - Black Rain – Milton Burrow e William Manger - Lethal Weapon 2 – Robert G. Henderson e Alan Robert Murray |
| Melhor Som Glory – Donald O. Mitchell, Gregg Rudloff, Elliot Tyson e Russell Williams II - The Abyss – Don Bassman, Kevin F. Cleary, Richard Overton e Lee Orloff - Black Rain – Donald O. Mitchell, Kevin O'Connell, Greg P. Russell e Keith A. Wester - Born on the Fourth of July – Michael Minkler, Gregory H. Watkins, Wylie Stateman e Tod A. Maitland - Indiana Jones and the Last Crusade – Ben Burtt, Gary Summers, Shawn Murphy e Tony Dawe | Melhor Direção de Arte Batman – Anton Furst e Peter Young - The Abyss – Leslie Dilley e Anne Kuljian - The Adventures of Baron Munchausen – Dante Ferretti e Francesca Lo Schiavo - Driving Miss Daisy – Bruno Rubeo e Crispian Sallis - Glory – Norman Garwood e Garrett Lewis |
| Melhor Cinematografia/Fotografia Glory – Freddie Francis - The Abyss – Mikael Salomon - Blaze – Haskell Wexler - Born on the Fourth of July – Robert Richardson - The Fabulous Baker Boys – Michael Ballhaus | Melhor Maquiagem/Caracterização Driving Miss Daisy – Manlio Rocchetti, Lynn Barber e Kevin Haney - The Adventures of Baron Munchausen – Maggie Weston e Fabrizio Sforza - Dad – Dick Smith, Ken Diaz e Greg Nelson |
| Melhor Figurino/Guarda-Roupa Henry V – Phyllis Dalton - The Adventures of Baron Munchausen – Gabriella Pescucci - Driving Miss Daisy – Elizabeth McBride - Harlem Nights – Joe I. Tompkins - Valmont – Theodor Pištěk | Melhor Edição/Montagem Born on the Fourth of July – David Brenner e Joe Hutshing - The Bear – Noëlle Boisson - Driving Miss Daisy – Mark Warner - The Fabulous Baker Boys – William Steinkamp - Glory – Steven Rosenblum |
| Melhores Efeitos Visuais The Abyss – Dennis Muren, Hoyt Yeatman, John Bruno e Dennis Skotak - The Adventures of Baron Munchausen – Richard Conway e Kent Houston - Back to the Future Part II – Ken Ralston, Michael Lantieri, John Bell e Steve Gawley | |

### Oscar Honorário
- A Akira Kurosawa; "por suas realizações que inspiraram, encantaram, enriqueceram e entretiveram o público, além de terem influenciado cineastas ao redor do mundo".[15]

### Prêmio Humanitário Jean Hersholt
- Howard W. Koch[16]

### Filmes com mais prêmios e indicações
| Indicações | Filme                              |
| ---------- | ---------------------------------- |
| 9          | Driving Miss Daisy                 |
| 8          | Born on the Fourth of July         |
| 5          | Glory                              |
| 5          | My Left Foot                       |
| 4          | The Abyss                          |
| 4          | The Adventures of Baron Munchausen |
| 4          | Dead Poets Society                 |
| 4          | The Fabulous Baker Boys            |
| 3          | Crimes and Misdemeanors            |
| 3          | Enemies, A Love Story              |
| 3          | Field of Dreams                    |
| 3          | Henry V                            |
| 3          | Indiana Jones and the Last Crusade |
| 3          | The Little Mermaid                 |
| 2          | Black Rain                         |
| 2          | Camille Claudel                    |
| 2          | Do the Right Thing                 |
| 2          | Parenthood                         |
| 2          | Shirley Valentine                  |

| Vitórias | Filme                      |
| -------- | -------------------------- |
| 4        | Driving Miss Daisy         |
| 3        | Glory                      |
| 2        | Born on the Fourth of July |
| 2        | The Little Mermaid         |
| 2        | My Left Foot               |

## Apresentadores e atrações musicais
As seguintes personalidades apresentaram categorias ou realizaram números individuais:

### Apresentadores (em ordem de aparição)
| Nome(s)                            | Função |
| ---------------------------------- | --- |
| Charlie O'Donnell                  | Anunciou o início da cerimônia                                                                            |
| Karl Malden                        | Deu boas-vindas aos convidados da cerimônia                                                               |
| Geena Davis                        | Apresentou a categoria de melhor ator coadjuvante                                                         |
| Glenn Close Mel Gibson             | Apresentaram a categoria de melhor direção de arte                                                        |
| Arnold Schwarzenegger              | Introduziu a apresentação de Kim Basinger                                                                 |
| Kim Basinger                       | Apresentou o segmento do filme Dead Poets Society                                                         |
| Julia Roberts                      | Introduziu a apresentação de "I Love to See You Smile"                                                    |
| Steve Martin                       | Apresentou a categoria de melhor trilha sonora                                                            |
| Kenneth Branagh Elizabeth McGovern | Apresentaram a categoria de melhor maquiagem                                                              |
| Jack Lemmon Natalya Negoda         | Apresentaram a categoria de melhor filme estrangeiro                                                      |
| Kevin Kline                        | Apresentou a categoria de melhor atriz coadjuvante                                                        |
| Beau Bridges Jeff Bridges          | Apresentou o segmento do filme Field of Dreams                                                            |
| John Candy Rick Moranis            | Apresentaram a categoria de melhor curta-metragem                                                         |
| Daryl Hannah                       | Introduziu a apresentação de "Kiss the Girl" e "Under the Sea"                                            |
| Bugs Bunny                         | Apresentou a categoria de melhor animação em curta-metragem                                               |
| Walter Matthau                     | Apresentou o Prêmio Memorial Irving G. Thalberg a Howard W. Koch                                          |
| Jessica Lange                      | Apresentou o segmento do filme Driving Miss Daisy                                                         |
| Morgan Freeman Jessica Tandy       | Apresentaram a categoria de melhor edição                                                                 |
| John Goodman                       | Introduziu a apresentação de "The Girl Who Used to Be Me"                                                 |
| Tom Selleck                        | Introduziu a apresentação de Isabelle Huppert                                                             |
| Isabelle Huppert                   | Apresentou o segmento de Oscar por Realização Técnicas e o Prêmio Gordon E. Sawyer                        |
| Bryan Brown Rachel Ward            | Apresentaram a categoria de melhor trilha sonora e melhor edição de som                                   |
| Melanie Griffith Tom Hanks         | Apresentou a categoria de melhor fotografia                                                               |
| Gregory Peck                       | Apresentou a categoria de melhor atriz                                                                    |
| Candice Bergen                     | Apresentou a categoria de melhor figurino                                                                 |
| Dan Aykroyd Chevy Chase            | Apresentaram a categoria de melhores efeitos visuais                                                      |
| Jack Valenti                       | Introduziu a apresentação de George Lucas e Steven Spielberg                                              |
| George Lucas Steven Spielberg      | Apresentaram o Oscar Honorário a Akira Kurosawa                                                           |
| Denzel Washington                  | Introduziu a apresentação de "After All"                                                                  |
| Paula Abdul Dudley Moore           | Apresentaram a categoria de melhor canção original                                                        |
| Danny Glover                       | Apresentou o segmento do filme Born on the Fourth of July                                                 |
| Norma Aleandro Charlton Heston     | Apresentaram a categoria de melhor documentário em curta-metragem e melhor documentário em longa-metragem |
| Jane Fonda                         | Apresentou a categoria de melhor roteiro original e melhor roteiro adaptado                               |
| Anjelica Huston                    | Apresentou o segmento do filme My Left Foot                                                               |
| Robert De Niro Martin Scorsese     | Apresentaram a categoria de melhor diretor                                                                |
| Jodie Foster                       | Apresentou a categoria de melhor ator                                                                     |
| Michelle Pfeiffer                  | Introduziu a apresentação de "Over the Rainbow"                                                           |
| Warren Beatty Jack Nicholson       | Apresentaram a categoria de melhor filme                                                                  |

### Atrações musicais (em ordem de aparição)
| Nome(s)                         | Atração |
| ------------------------------- | --- |
| Bill Conti                      | Orquestra |
| Billy Crystal                   | Número de abertura: My Left Foot (ao som de "Me and My Shadow") Field of Dreams (to the tune of "Tangerine" from The Fleet's In) Dead Poets Society (ao som de "Mutual Admiration Society" de Happy Hunting) Driving Miss Daisy (ao som de "Walkin' My Baby Back Home") Born on the Fourth of July (ao som de "Born in the U.S.A." de Bruce Springsteen) |
| Randy Newman                    | "I Love to See You Smile" de Parenthood |
| Geoffrey Holder                 | "Kiss the Girl" e "Under the Sea" de The Little Mermaid |
| Patti Austin                    | "The Girl Who Used to Be Me" de Shirley Valentine |
| James Ingram Melissa Manchester | "After All" de Chances Are |
| Diana Ross                      | "Over the Rainbow" de The Wizard of Oz |

## Cerimônia

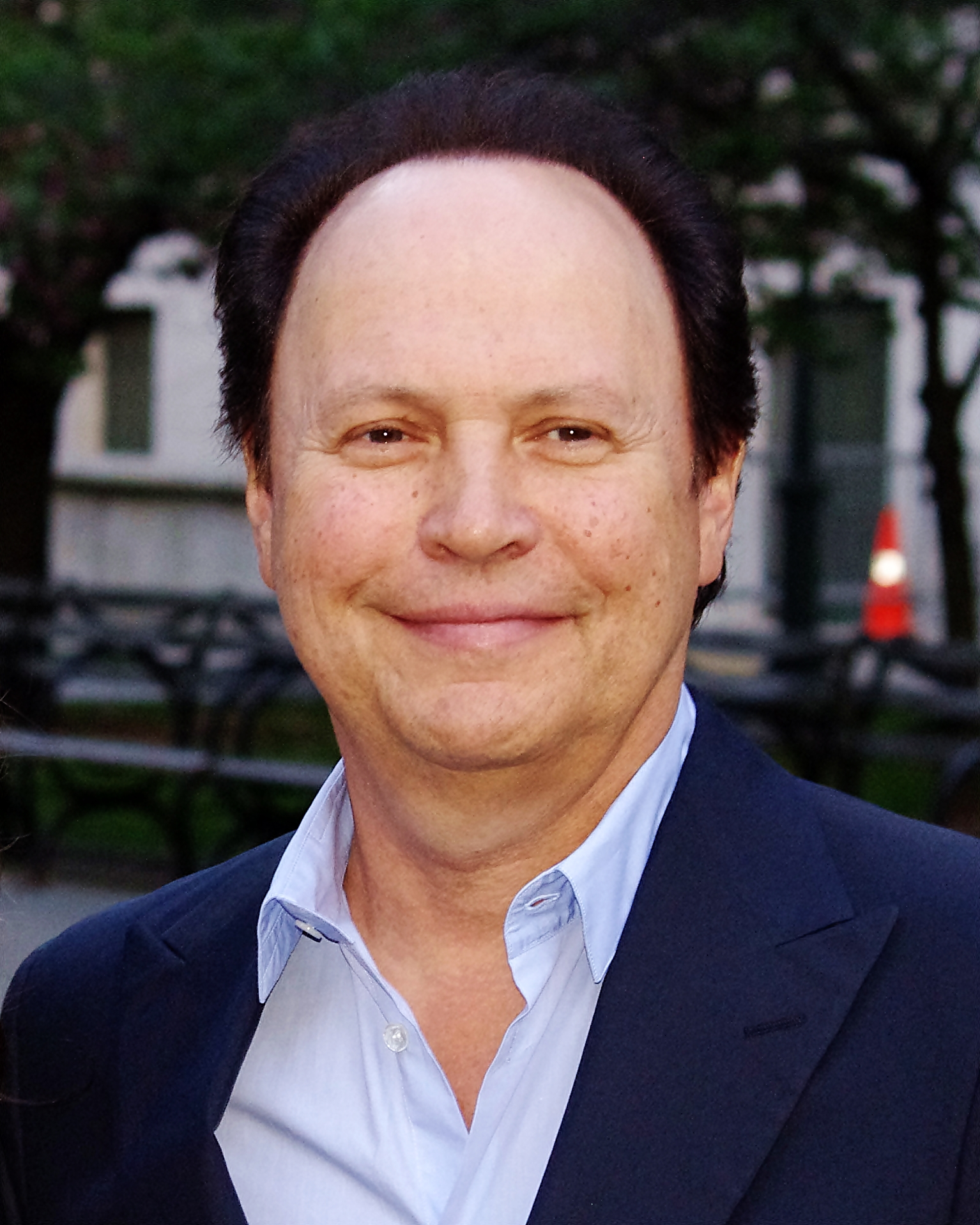
Billy Crystal foi o anfitrião do Oscar 1990.

Após a recepção negativa do Oscar 1989, a AMPAS formou o Comitê de Revisão da Apresentação dos Prêmios, com o objetivo de analisar e compreender os motivos por trás da reação negativa por parte dos meios de comunicação e da indústria do entretenimento. Posteriormente, o comitê concluiu que o maior equívoco de Allan Carr, produtor da cerimônia daquele ano, foi ter permitido que o polêmico número de abertura se estendesse por 12 minutos. Gilbert Cates, produtor e ex-presidente do Directors Guild of America, que liderou a comissão, afirmou que as críticas seriam menos severas se o número tivesse sido mais curto. O então recém-eleito presidente da AMPAS, Karl Malden, também fez comentários sobre a cerimônia do ano anterior: "Houve membros da Academia que sentiram que o transmissão saiu um pouco do controle."
Em setembro de 1989, Cates foi contratado como produtor do evento de 1990. Malden justificou a escolha, afirmando: "Cates, um experiente diretor de cinema e televisão, reconhecido por sua abordagem de bom gosto em ambas as áreas, tentará retificar os erros que o último evento do Oscar causou a reputação da Academia". Em janeiro de 1990, o ator e comediante Billy Crystal foi selecionado para ser o anfitrião da cerimônia. "Estamos muito contentes por contar com Billy como apresentador do show", afirmou Cates em um comunicado à imprensa ao explicar sua escolha. "Seu talento singular e sua habilidade para lidar com situações inesperadas serão grandes vantagens neste ano". Cates estruturou o evento em torno do tema "Around the World in 3 1/2 Hours", descrevendo-o como "uma celebração global". Acrescentando: O mundo está passando por transformações, e a premiação, por sua vez, busca acompanhar essas mudanças". Alinhado com o tema, diversos apresentadores anunciaram os vencedores diretamente de locais internacionais, como Buenos Aires, Londres, Moscou e Sydney, na Austrália.
Diversas outras pessoas colaboraram para a realização da cerimônia. O documentarista Chuck Workman criou o segmento "100 Years at the Movies", apresentado logo no início do evento. O compositor e músico Bill Conti ficou encarregado da direção musical. Paula Abdul, dançarina e cantora, supervisionou as apresentações dos indicados a melhor canção original e também coreografou um número de dança com os nomeados a melhor figurino. A cantora Diana Ross cantou a canção "Over the Rainbow", vencedora do Oscar, como parte de uma homenagem ao 50.º aniversário de The Wizard of Oz.

### Bilheteria dos filmes indicados
No dia do anúncio dos filmes indicados, em 14 de fevereiro, o valor bruto somado pelas cinco obras na categoria principal era de 244 milhões de dólares, média de 48,9 milhões por filme. Dead Poets Society assegurou a maior bilheteria entre os aparentes no Oscar 1990, totalizando 95,8 milhões de dólares em recibos de mercado doméstico. Em seguida, aparecem Field of Dreams (64,4 milhões), Born on the Fourth of July (48,6 milhões), Driving Miss Daisy (35,6 milhões) e My Left Foot (2,1 milhões de dólares).
Dos cinquenta filmes mais lucrativos do ano de 1989, quatorze obras indicadas à cerimônia aparecem na lista: Batman (1.º), Indiana Jones and the Last Crusade (2.º), Lethal Weapon 2 (3rd), Back to the Future II (6.º), Parenthood (8.º), Dead Poets Society (9.º), When Harry Met Sally... (10.º), The Little Mermaid (12.º), Field of Dreams (17.º), The Abyss (22nd), Born on the Fourth of July (25.º), Black Rain (27.º), Driving Miss Daisy (36.º) e Sex, Lies, and Videotape (45.º).

### Avaliação em retrospecto
O show recebeu críticas diversas de publicações da mídia. A crítica de cinema Janet Maslin, do The New York Times, fez uma análise favorável sobre Crystal, mas lamentou: "A tentativa de transformar o Oscar deste ano em um evento internacional resultou apenas em frustração". O crítico de televisão do The Washington Post, Tom Shales, notou que "embora o monólogo de abertura de Crystal tenha começado de forma promissora, foi perdendo a graça ao longo da noite; as piadas entre os prêmios mostraram-se, em grande parte, pouco criativas". Também criticou os números de dança. Howard Rosenberg, do Los Angeles Times, ironizou que a transmissão foi "uma apresentação convencional e, sem dúvida, um reflexo de uma indústria engessada pela tradição". Embora tenha elogiado Crystal, afirmou que ele era "ultrapassado".
Outros meios de comunicação foram mais favoráveis. O crítico de televisão do USA Today, Matt Roush, destacou o "talentoso e experiente Billy Crystal, que conseguiu manter a noite animada e cheia de humor do início ao fim. E que tarefa desafiadora!". Concluiu afirmando que "Hollywood, sem dúvida, foi dormir satisfeita (e talvez mais cedo), já que, desta vez, o Oscar não passou vergonha". Mike Drew, do Milwaukee Journal Sentinel, escreveu: "Embora seja bastante 'íntimo' e não tão engraçado quanto Hollywood o imagina, o desempenho de Crystal como apresentador foi eficiente". A resenhista Carrie Rickey, do The Philadelphia Inquirer, afirmou: "Foi animador ver que o diretor Gilbert Cates aproveitou a chance para destacar os filmes ao invés dos coristas".

### Recepção e audiência
Em seu país de origem, a transmissão da ABC atraiu uma média de 40,24 milhões de telespectadores no decorrer do evento, queda de 5% em relação à audiência do Oscar 1989. Estima-se que 69,31 milhões de pessoas assistiram parcial ou integralmente à cerimônia. Pelo Nielsen Ratings, também obteve números altos à edição anterior, com 27,82% dos televisores sintonizados na rede, total de 49,42 pontos.
Em julho de 1990, a apresentação do evento recebeu cinco indicações ao Emmy Award. No mês seguinte, na noite da premiação, conquistou uma das duas indicações recebidas: melhor direção de arte em um programa de variedades ou musical (para Roy Christopher e Greg Richman).